# GDP-fukozni protein O-fukoziltransferaza 2
GDP-fukozni protein O-fukoziltransferaza 2 (POFUT2) je enzim odgovorni za dodavanje šećera fukoze u O vezu sa ostacima serina ili treonina u trombospondinskim ponavljanjima. Protein je invertujuća glikoziltransferaza, što znači da enzim koristiGDP-β-L-fukozu kao donatorski supstrat i prenosi fukozu u O vezi na protein koji firmira fukozu-α-O-serin/treonin.
Skoro sve glikoziltransferaze se nalaze u Golđijevom aparatu. Međutim, nedavno se pokazalo da POFUT2, kao i srodni enzim POFUT1, borave u endoplazmatskom retikulumu.
Parazitu malarije Plasmodium falciparum je potreban POFUT2 za efikasan prenos na komarce i infekciju ćelija ljudske jetre.

## Spoljašnje veze
- POFUT2+protein,+human на 